# Dumortieropsis liukiuensis
Dumortieropsis liukiuensis là một loài Rêu trong họ Monosoleniaceae. Loài này được Horik. mô tả khoa học đầu tiên năm 1934.